# Som det brukar vara
Som det brukar vara är en novellsamling av Thorsten Jonsson, utgiven 1939. Den var författarens debut som prosaförfattare, tidigare hade han givit ut två diktsamlingar.
Bokens elva noveller utspelar sig i västerbottnisk miljö och en del dialektala inslag förekommer. Berättarstilen är influerad av samtida amerikanska författare som William Faulkner och Ernest Hemingway. På modernistiskt sätt skildras karaktärerna ofta genom inre monologer. 